# Złotoryja (district)
Złotoryja (powiat złotoryjski) is een Pools district (powiat) in de woiwodschap Neder-Silezië. Het district heeft een oppervlakte van 575,45 km² en telt 44.867 inwoners (2014). 

## Gemeenten
Het district bestaat uit zes gemeenten, waarvan twee stadsgemeenten, één stads- en landgemeente en drie landgemeenten. 
Stadsgemeenten:
- Wojcieszów (Kauffung)
- Złotoryja (Goldberg in Schlesien)

Stads- en landgemeente:
- Świerzawa (Schönau an der Katzbach)

Landgemeenten:
- Pielgrzymka (Pilgramsdorf)
- Zagrodno (Adelsdorf)
- Złotoryja

Stadsdistricten:
Wrocław · Jelenia Góra · Legnica · Wałbrzych

Districten:
Bolesławiec · Dzierżoniów · Głogów · Góra · Jawor · Kamienna Góra · Karkonosze · Kłodzko · Legnica · Lubań · Lubin · Lwówek Śląski · Milicz · Oleśnica · Oława · Polkowice · Środa Śląska · Strzelin · Świdnica · Trzebnica · Wałbrzych · Wołów · Wrocław · Ząbkowice Śląskie · Zgorzelec · Złotoryja

Grootste steden:
Bielawa · Bolesławiec · Dzierżoniów · Głogów · Jelenia Góra · Legnica · Lubin · Oleśnica · Świdnica · Wałbrzych · Wrocław · Zgorzelec